# Лагендорф
Лагендорф (нем. Lagendorf) — община в Германии, в земле Саксония-Анхальт.
Входит в состав района Зальцведель. Подчиняется управлению Бетцендорф-Дисдорф. Население составляет 490 человек (на 31 декабря 2006 года). Занимает площадь 38,62 км².